# Highland (musikgrupp)
Highland är en tysk musikgrupp som gör en blandning av Europop och hiphopmusik. Gruppen bilades 1999 och var aktiva först mellan 1999 och 2002 och sedan efter 2008. Bland deras mest kända låtar finns "Bella Stella" och "Se Tu Vuoi".

## Diskografi
Studioalbum
- 2000 – Bella Stella
- 2008 – Dimmi Perché

Singlar
- 1999 – "Bella Stella"
- 2000 – "Se Tu Vuoi"
- 2000 – "Solo Tu"
- 2001 – "Veni Vidi Vici"
- 2001 – "Magic Fortuna"